# Ida Weiss
Ida Franziska Weiss (* 10. Oktober 1925 in Bleiburg; † 10. Februar 2009 in Klagenfurt) war eine österreichische Schriftstellerin.
Ida Weiss wuchs bei ihren Großeltern, welche Förstersleute der Gutsverwaltung in Schloss Tentschach bei Klagenfurt waren, auf. In den 1960er Jahren begann sie als Redakteurin bei der Volkszeitung. Ida Weiss ist Autorin
von zahlreichen Büchern und gestaltete die im Radio ORF Kärnten beliebten Sendungen wie „Jagastund“ und „Ratschbergpost“.

## Werke
- Zeit und Leut', Heyn, 1996.
- Elli Riehls Puppenwelt. Carinthia, 1990.
- Elli Riehl, die Kärntner Puppenmacherin. Carinthia, 1975.
- Georg Bucher. Der Mensch – Der Schauspieler. Carinthia, 1974.
- Kärnten, Melodie einer Landschaft. Heyn, 1972.